# Aersoltweerde
Aersoltweerde is een 66 hectare grote uiterwaard die in 2011 is aangewezen als natuurgebied. Hij ligt aan de rivier de IJssel, ten noordwesten van het Gelderse Hattem en ten zuidoosten van het Overijsselse dorp Zalk.
Het gebied loopt in het noordoosten tot aan de provinciegrens ter hoogte van gemaal Antlia. In Overijssel zet de uiterwaard zich voort als Bentinckswelle. Aan de zuidkant wordt het begrensd door de IJsselbrug bij Zwolle. In het kader van hemelwaterafvoerbevorderende maatregelen werd in 2014 in opdracht van Rijkswaterstaat langs de rivier een nevengeul aangelegd. Het buitendijks gelegen plasdrasgebied staat bij hoogwater bijna geheel onder water.
Aersoltweerde bestaat uit extensief beheerde graslanden met nauwelijks opgaande begroeiing. Er is een hoogte in het gebied die ook bij hoogwater droog blijft. Staatsbosbeheer is beheerder van het door de provincie Gelderland aangewezen weidevogelgebied. De omstandigheden worden er met name geschikt gehouden voor de zeldzame kwartelkoning. Het gebied maakt, net als de meeste andere buitendijkse gronden langs de rivier, deel uit van het Natura 2000-deelgebied Uiterwaarden IJssel.